# Plagioklászok
A plagioklászok a tektoszilikátok alosztály földpátok csoportjába tartozó ásványok. Korlátlan elegyedésű izomorf sort alkotnak a NaAlSi3O8 és a CaAl2Si2O8 képletekkel felírható albit (Ab) és anortit (An) szélső tagok között.
A plagioklász elnevezés a görög plagiosz (πλάγιος = ferde) és klaszisz (κλᾰ́σῐς = törés) szóból származik.

## Kémiai és fizikai tulajdonságai
- Összetételük:
  - albit: Ab100-90%An0-10%
  - oligoklász: Ab90-70%An10-30%
  - andezin: Ab70-50%An30-50%
  - labradorit: Ab50-30%An50-70%
  - bytownit: Ab30-10%An70-90%
  - anortit: Ab10-0%An90-100%

Erre az ásványcsoportra jellemző, hogy az SiO4 tetraéderekben a Si4+ iont helyettesítő Al3+ ion arányának folyamatos változása miatt a fellépő elektrosztatikus töltéskülönbséget a Na+ illetve Ca2+ ionok egyenlítik ki. 
Az albitnak – képződési hőmérsékletétől függően – két szerkezeti változata van, ezért két plagioklász-sor létezik: A nagyobb hőmérsékleten képződő sor folyamatos elegysor, azaz az albit és anortit (a Na-, illetve a Ca-Al-szilikát) bármely arányban előfordulhat e sorban. A kisebb hőmérsékleten a két szélső tag már csak korlátozottan elegyedik egymással: elegyedési arányaik hat, egymástól elkülönülő intervallumot alkotnak, ezeket pedig olyan intervallumok (elegyedési hézagok) választják el, amelyekbe eső albit:anortit mennyiségi arányok mellett nem elegyednek egymással. A magas hőmérsékleten keletkezett, e „hézagokba” eső Ab:An arányú elegyek a hűlés során szételegyednek és mikroszkopikus finomszerkezetet hoznak létre.
- Szimmetriájuk: triklin
- Sűrűségük: 2,61-2,76 g/cm³
- Keménységük: 6 (6,5) (a Mohs-féle keménységi skála alapján)
- Hasadásuk: tökéletes (001 szerint), igen jó (010 szerint)
- Színük: fehér, szürkésfehér színűek, néha kissé rózsaszínes árnyalatúak, gabbróban-anortozitban a nagy mennyiségű ilmenitzárványtól kékes színűek
- Fényük: üvegfényűek; (001) lapjaik gyakran gyöngyházfényűek

## Szerkezetük
Kristályrácsukban az SiO4-tetraéderek térhálós (állvány- vagy tektoszilikát) szerkezetet alkotnak.

## Megjelenési formáik, genetikájuk
Kissé nyúlt, táblás megjelenésűek, kivéve az anortitot, amely inkább rövidprizmás. Többnyire ikerkristályok: uralkodó a poliszintetikus albitiker, de más ikertörvények is gyakoriak. Kiömlési vulkáni kőzetekben zónás szerkezetűek, ahol a kristálymagok anortitban gazdagabbak, míg a peremi részeken albithoz közelítő kémiai összetételűek.
Mivel a Ca és Na ionok aránya az ásványok optikai tulajdonságait is meghatározza, ezért optikai kőzettani vizsgálatok során fénytörésük alapján különítik el őket egymástól.
A plagioklász-sor elemei fontos magmás kőzetalkotó ásványok. Túlnyomó részben a magmás differenciáció főkristályosodási szakaszában képződnek, bár az utómagmás folyamatok során a pegmatit fázisban nagy méretű albit kristályok jelenhetnek meg, főleg a gránitos magmatestek környékén. A kőzettanban bázisosnak nevezik az anortitban, és savanyúnak az albitban gazdagabb elegyeket. A kb. egyenlő arányú elegyek a neutrális plagioklászok. E – kőzettani eredetű – megkülönböztetés alapja, hogy a plagioklászok SiO4 aránya 68,6% (albit) és 43,3% (anortit) között változik, valamint, hogy az anortit a bázisos magmás kőzetekben, az albit pedig a savanyú kőzetekben fordul elő kőzetalkotóként.
A magasabb hőmérsékletű sorozat tagjai a kiömlési kőzetekben, az alacsonyabb hőmérsékletű sorozat tagjai pedig a mélységi kőzetekben fordulnak elő gyakrabban. Az anortithoz közelebb álló elegyek a bázisos, az albithoz közel állóbbak a savanyú kőzetekben fordulnak elő. Az albit nagy kristályai megjelennek a gránit üregeiben, és a kristályos palák hasadékaiban is. A plagioklászok hidrotermális hatásokra zeolittá, zoizitté és csillám ásványokká alakulnak, míg felszíni mállási folyamatok során kaolinosodnak, vagy montmorillonit és illit nevű agyagásványokra bomlanak. Az anortit bomlik legkönnyebben kaolinná, a legellenállóbb az albit.
A plagioklászok a legelterjedtebb és legközönségesebb kőzetalkotó ásványok. Egyaránt megtalálhatók magmás-, metamorf- és üledékes kőzetekben is.

## Rokon ásványfajok
- alkáliföldpátok
- földpátok